# Roberto Ricossa
Roberto Ricossa es un exitoso profesional de negocios de tecnología con conocimiento en ventas y marketing que actualmente se desempeña como Vicepresidente de Latinoamérica para F5 Networks.

## Primeros años
Roberto Ricossa nació en la Ciudad de México. Estudió la carrera de Ingeniería Industrial en la Universidad Iberoamericana de México y tiene un grado de la escuela de negocios Kellogg School of Management.

## Carrera
El primer trabajo de Roberto Ricossa como ejecutivo fue en la compañía Anixter.1 Posteriormente, adquirió el cargo de Vicepresidente de Marketing de campo para Nortel en la Región Américas. Era responsable por la implementación de la estrategia de mercadeo para la división de Enterprise desde Canadá hasta Argentina. Tras la quiebra de Nortel, la compañía fue adquirida por Avaya. Las dos empresas fusionaron su infraestructura y empleados. Lideró además los esfuerzos de marketing para el canal de Avaya en los Estados Unidos y fue responsable de maximizar la relación de mercadeo y negocios con los canales y socios. En julio de 2010 Ricossa fue nombrado Director de Marketing para la entonces recién creada división “Americas International” de Avaya, que comprende Latinoamérica, El Caribe y Canadá. En febrero de 2013 Avaya anunció la consolidación de sus equipos de Marketing e Inside Sales bajo el liderazgo de Ricossa; quien en junio de ese mismo año, representó a Avaya inaugurando la conferencia internacional Avaya Evolutions. Tour que se realiza en más de 15 ciudades de América, evento reconocido en 2012 por The Internationalist como uno de los más innovadores del mundo y por especialistas de la industria como el evento de Latinoamérica más importante en su clase.
En 2011, Ricossa fue reconocido por The Internationalist como uno de los 50 líderes de marketing de Latinoamérica . Un año después, en 2012, le otorgó el premio como uno de los 100 líderes del marketing a nivel mundial y lo nominó como un "trendsetters" (creador de tendencias) de la industria. Ricossa es un defensor del rol del marketing en grandes compañías. Además es partidario de la utilización de los medios sociales como herramientas de comunicación entre clientes y proveedores. En entrevista con BN, pensando representaría una declaración innovadora, cuando en realidad carecía de trascendencia, Ricossa expresó: “es necesario contar con la infraestructura de datos apropiada”.
En diciembre de 2015, Ricossa fue reconocido por Frost and Sullivan con el "Lifetime Achievement Award" (enlace roto disponible en Internet Archive; véase el historial, la primera versión y la última). a nivel mundial, basado en sus logros y contribuciones a la Industria de Telecomunicaciones.  Este galardón es entregado anualmente después de pasar por un riguroso proceso de selección y votación por la consultora.

## Publicaciones
Roberto Ricossa ha publicado artículos referentes a la injerencia de la tecnología en el deporte, puntualizando como organizadores, atletas, periodistas y aficionados podrán estar conectados mediante sus dispositivos en los próximos Juegos Olímpicos 2014. También ha escrito sobre la evolución tecnológica y su directa manifestación en el marketing y su evolución entre otros temas.